# Doctrina de seguretat nacional
L'anomenada Doctrina de seguretat nacional és, junt amb l'Aliança per al Progrés, una de les iniciatives del govern dels Estats Units d'Amèrica per a fer front a l'avanç de les iniciatives comunistes a Llatinoamèrica durant les dècades de 1960 i 1970. És un concepte usat majoritàriament per historiadors llatinoamericans.
L'aplicació d'aquesta doctrina, en un context de Guerra Freda entre els dos eixos de poder de l'època, va generalitzar l'aparició de dictadures militars a conseqüència del rol protagonista de les Forces Armades en la lluita contra la "subversió". La seva aplicació es va dirigir des de l'Escola de les Amèriques, una institució que va formar militars de tota Llatinoamèrica en tècniques de la contrainsurgència i fins i tot de violacions dels drets humans.